# Clupisoma
Clupisoma es un género de peces de agua dulce de la familia Schilbeidae en el orden de los Siluriformes, distribuidos por ríos y lagos del sur de Asia.

## Especies
Las especies de este género son:
- Clupisoma bastari Datta y Karmakar, 1980
- Clupisoma garua (Hamilton, 1822)
- Clupisoma longianalis (Huang, 1981)
- Clupisoma montana Hora, 1937
- Clupisoma naziri Mirza y Awan, 1973
- Clupisoma nujiangense Chen, Ferraris y Yang, 2005
- Clupisoma prateri Hora, 1937
- Clupisoma roosae Ferraris, 2004
- Clupisoma sinense (Huang, 1981)